# Bernardsville
Bernardsville ist eine Stadt im Somerset County des Bundesstaats New Jersey in den USA. Das U.S. Census Bureau ermittelte bei der Volkszählung 2020 eine Einwohnerzahl von 7893.

## Geographie
Nach dem amerikanischen Vermessungsbüro hat die Stadt eine Gesamtfläche von 33,5 km².

## Demographie
Nach der Volkszählung von 2000 gibt es 7.345 Menschen, 2.723 Haushalte und 2.050 Familien in der Stadt. Die Bevölkerungsdichte beträgt 219,3 Einwohner pro km². 93,94 % der Bevölkerung sind Weiße, 0,25 % Afroamerikaner, 0,15 % amerikanische Ureinwohner, 2,64 % Asiaten, 0,00 % pazifische Insulaner, 1,55 % anderer Herkunft und 1,47 % Mischlinge. 5,98 % sind Latinos unterschiedlicher Abstammung.
Von den 2.723 Haushalten haben 35,9 % Kinder unter 18 Jahre. 67,2 % davon sind verheiratete, zusammenlebende Paare, 6,0 % sind alleinerziehende Mütter, 24,7 % sind keine Familien, 21,0 % bestehen aus Singlehaushalten und in 8,4 % Menschen sind älter als 65. Die Durchschnittshaushaltsgröße beträgt 2,69, die Durchschnittsfamiliengröße 3,12.
26,1 % der Bevölkerung sind unter 18 Jahre alt, 4,5 % zwischen 18 und 24, 28,7 % zwischen 25 und 44, 28,0 % zwischen 45 und 64, 12,7 % älter als 65. Das Durchschnittsalter beträgt 40 Jahre. Das Verhältnis Frauen zu Männer beträgt 100:96,1, für Menschen älter als 18 Jahre beträgt das Verhältnis 100:92,3.
Das jährliche Durchschnittseinkommen der Haushalte beträgt 104.162 USD, das Durchschnittseinkommen der Familien 126.601 USD. Männer haben ein Durchschnittseinkommen von 91.842 USD, Frauen 50.732 USD. Der Prokopfeinkommen der Stadt beträgt 69.854 USD. 2,8 % der Bevölkerung und 1,6 % der Familien leben unterhalb der Armutsgrenze, davon sind 2,3 % Kinder oder Jugendliche jünger als 18 Jahre und 2,5 % der Menschen sind älter als 65.